# OGM Ormanspor
L'OGM Ormanspor è un club di pallacanestro turco con sede ad Ankara.

## Roster 2021-2022
Aggiornato al 30 giugno 2021.
|  | Naz.                                        | Ruolo | Sportivo         | Anno | Alt. | Peso |  |
|  | ------------------------------------------- | ----- | ---------------- | ---- | ---- | ---- |  |
|  | Turchia (bandiera)                          | P     | Barış Erlim      | 1990 | 183  | 84   |  |
|  | Turchia (bandiera)                          | AG    | Berkay Genç      | 1996 | 206  |      |  |
|  | Turchia (bandiera)                          | AP    | Alican Güney     | 1989 | 198  | 90   |  |
|  | Stati Uniti (bandiera)                      | G     | Bruce Massey     | 1990 | 191  | 88   |  |
|  | Stati Uniti (bandiera) · Nigeria (bandiera) | C     | Andy Ogide       | 1987 | 206  | 11   |  |
|  | Turchia (bandiera)                          | P     | Kerem Aydan Özel | 1997 | 183  | 80   |  |

### Staff tecnico
| Allenatore: | Volkan Başaran                  |
| Assistenti: | Şamil Selam Gokçe, Ayberk Nayir |